# マイクル・コニイ
マイクル・グレートレックス・コニイ（Michael Greatrex Coney, 1932年9月28日 - 2005年11月4日）は、イギリス、カナダの小説家、SF作家。コーニイとも表記。

## 略歴
イングランドのバーミンガムに生まれる。少年時代は、ハガード、ドイル、ウェルズ、サッパーを愛読。キング・エドワード・スクールを卒業し、公認会計士及び経営コンサルタントをしていたが、マイケル・ムアコックの勧めでSFを書き始め、1968年に短編Sixth Senseを「ヴィジョン・オヴ・トモロー」誌に発表して作家デビュー。1972年に処女長編Mirror Imageを発表する。その後イギリス南西部のデヴォンシャーで旅館経営、西インド諸島のアンティグアでホテルのマネージャを経て、1972年にカナダのブリティッシュコロンビア州に移住し、バンクーバー島に住み森林局に所属した。趣味はヨットを始めとしたアウトドア系であり、これらの知識が作品を豊かに彩っている。
1990年代になって『ハローサマー、グッドバイ』の続編『パラークシの記憶』( I Remember Pallahaxi)を執筆したが出版はされず、2005年にこれを含む3長編と5短編を自身のWebサイトで発表。同年に同州シドニーで胸膜中皮腫により死去。
残した作品は長編21作と短編60数作。2007年にイギリスから『パラークシの記憶』が追悼出版された。

## 作品
奇抜なアイデアよりも、感傷的なラブストーリーを中心に据えた叙情的な作風。物語としての完成度が高く、日本語訳された長編はサンリオSF文庫からの4冊だけだったが、熱烈な支持者が多く、2008年『ハローサマー、グッドバイ』が再訳された。2013年には続篇『パラークシの記憶』の邦訳も刊行された。
『ブロントメク!』が英国SF協会賞を受賞した他、短編Tea and Hamstersが1995年ネビュラ賞 中編小説部門候補、カナダのオーロラ賞候補に5回。

### 作品リスト
- Mirror Image 1972年
- Syzygy 1973年
- The Hero of Downways 1973年
- Friends Come in Boxes 1973年
- Monitor Found in Orbit 1974年（短編集）
- 『冬の子供たち』Winter's Children 1974年
- The Girl With a Symphony in Her Fingers （アメリカ版はThe Jaws That Bite, the Claws That Catch） 1975年（架空世界ペニンスラPeninsulaを舞台にした連作長編）
- 『ハローサマー、グッドバイ』Hello Summer, Goodbye （アメリカ版はRax、カナダ版はPallahaxi Tide） 1975年
- 『カリスマ』Charisma 1975年
- 『ブロントメク!』Brontomek! 1976年 :1977年英国SF作家協会賞
- The Ultimate Jungle 1979年
- Neptune's Cauldron 1981年
- Cat Karina 1982年
- The Celestial Steam Locomotive 1983年
- Gods of the Greataway 1984年
- Fang, the Gnome 1988年
- King of the Sceptre'd Isle 1989年
- A Tomcat Called Sabrina 1992年
- No Place For A Sealion 1992年
- 『パラークシの記憶』 I Remember Palahaxi 2007年（『ハローサマー、グッドバイ』の続編）

Web掲載
- Foul Play at Duffy's Marina
- Flower of Goronwy